# Antodon goryi
Antodon goryi är en skalbaggsart som beskrevs av François Louis Nompar de Caumont de Laporte 1832. Antodon goryi ingår i släktet Antodon och familjen Dynastidae. Inga underarter finns listade i Catalogue of Life.